# Jules Victor Daem
Jules Victor Daem (ur. 11 maja 1902 r. w Sint-Antelinks, zm. 23 kwietnia 1993 w Antwerpii) – belgijski duchowny katolicki, biskup ordynariusz antwerpski w latach 1962–1977.

## Życiorys
Urodził się w 1902 r. w Sint-Antelinks, gdzie spędził dzieciństwo. Po ukończeniu szkoły średniej rozpoczął studia teologiczne w seminarium duchownym św. Mikołaja oraz na uniwersytecie w Leuven, po których ukończeniu w 1927 r. otrzymał święcenia kapłańskie. Pracował następnie jako nauczyciel w Oudenaarde, Eeklo i superior w Eeklo. Od 1944 r. wykładał na wyższym seminarium duchownym. W latach 1950–1962 był sekretarzem i Dyrektorem Generalnym Sekretariatu Konferencji Episkopatu Belgii ds. Wychowania Katolickiego. 
5 kwietnia 1962 r. został mianowany przez papieża Jana XXIII pierwszym od początku XIX w. ordynariuszem antwerpskim. Funkcję tę sprawował do 4 listopada 1977 r., kiedy po osiągnięciu wieku emerytalnego zrezygnował z kierowania biskupstwem, przyczyniając się do jego ponownego zorganizowania. Zmarł w 1993 r.